# Levante (cântăreață)
Claudia Lagona (n. 23 mai 1987, Caltagirone, Sicilia, Italia), cunoscută ca Levante, este o cantautoare italiană.